# 7534-es mellékút (Magyarország)
A 7534-es számú mellékút egy bő tíz kilométer hosszú, négy számjegyű országos közút Zala vármegyében. Szinte egész Zala vármegye földrajzi struktúráját az észak-déli irányú folyó- és patakvölgyek határozzák meg, ez az út is két ilyen völgyet kapcsol össze Nagykanizsa északi vonzáskörzetében.

## Nyomvonala
A 74-es főútból ágazik ki, annak 74,250-es kilométerszelvénye közelében, Zalaszentbalázs központjában, nyugat felé. Kevesebb, mint száz méter után már külterületre ér, és a kezdeti nyugati irányától délebbre fordul. 2,3 kilométer után lép át Börzönce területére, ugyanott keresztezi a Kürtös-patak egyik ágát is, egy másik ágával pedig azonos irányba fordul, ezúttal északnyugat felé. 2,8 kilométer után éri el az előbbi település első házait, ott a Fő utca nevet veszi fel és ismét nyugatnak fordul.
3,3 kilométer után hagyja el Börzönce lakott területét, és 4,4 kilométer után lép át a következő település, Bucsuta közigazgatási területére. 6,3 kilométer után egy alsóbbrendű út ágazik ki belőle északkelet felé, ez a Csömödéri Állami Erdei Vasút bánokszentgyörgyi szárnyvonalának Bánkürtös megállóhelyéhez vezet. [A Google Utcakép 2019-ben elérhető felvételei azt mutatják, hogy a felvételek készítésekor, 2012-ben a kiágazó út sorompóval el volt zárva a közforgalom elől.] 7,6 kilométer után éri el Bucsuta település központját és ott szinte egyből északi irányba fordul, Kossuth Lajos utca néven. Ezt az irányt azonban csak a falu északi széléig, a 8,300-as kilométerszelvényéig követi: ott ismét nyugatnak fordul, és kilép a település házai közül.
Kevéssel arrébb keresztezi az Alsó-Válicka folyását és Szentliszló határát; a Csömödéri Állami Erdei Vasút bánokszentgyörgyi szárnyvonalát néhány lépéssel arrébb már ez utóbbi település területén keresztezi. A kilencedik kilométere után ismét északnak fordul, így ér be Szentliszló területére, ahol a Zrínyi Miklós utca nevet veszi fel. A belterületen több irányváltása is van, az első után a neve is Fő úttá változik. A 7536-os útba beletorkollva ér véget, annak 15,850-es kilométerszelvénye táján.
Teljes hossza, az országos közutak térképes nyilvántartását szolgáló kira.gov.hu adatbázisa szerint 10,782 kilométer.

## Története
A Kartográfiai Vállalat által 1989-ben kiadott Magyarország autóatlasza erőteljes emelkedőkkel tűzdelt, fontosabb földútként tünteti fel Börzönce és Bucsuta közti szakaszát; a Zalaszentbalázs és Börzönce közti szakasz pormentes, míg a Bucsutától Szentliszlóig tartó szakasza az atlaszban nem pormentes útként van ábrázolva.
A Börzönce-Bucsuta szakasz a 2004-es kiadású Világatlaszban nincs is feltüntetve, az atlasz mindkét községet zsákfalunak mutatja.
Egy online kerékpáros útibeszámoló tanúsága szerint a Börzönce-Bucsuta útszakasz jelenleg kiépített, jó állapotú, de keskeny, és az emelkedése sok helyütt meghaladja a 10 %-ot, több szakaszán eléri a 15 /%-ot is.